# Фудзівара но Маро
Фудзівара но Маро (695 — 17 серпня 737) — середньовічний японський державний та військовий діяч і поет періоду Нара. Засновник гілки Столичні Фудзівара (Кьоке) — названо за посадою очільника столиці державу, яку обіймав Маро.

## Життєпис
Походив з аристократичного роду Фудзівара. Четвертий син Фудзівара но Фухіто, Правого міністра. Матір'ю була Іое но Ірацуме, донька Накатомі но Каматарі. Батьки Фудзівара но Маро були зведеними братом і сестрою. Народився у 695 році. Завдяки батькові зробив швидку кар'єру. Вже на початку 710-х років отримав старший шостий ранг та призначення кокусі провінції Міно. У 717 році Маро надано молодший п'ятий ранг. Згодом призначено начальником Управління Правої частини столиці.
У 720 році після смерті батька розпочав боротьбу за вплив на державні справи з принцом Нагая. 721 року отримав молодший четвертий ранг та посаду начальника Управління лівої частини столиці. У 726 році стає власником старшого четвертого рангу й головою імператорського гардеробу. У 726 році отримав вищий ступінь старшого четвертого рангу.
У 729 році з братами внаслідок інтриг разом з братами зумів відсторонити принца Нагая з посади Лівого міністра, якого було змушено вчинити самогубство. Маро знайшов «дивну» черепаху з написом на панцирі, що стало приводом для зміни імператором Сьому девізу правління на Темпьо. Невдовзі після цього Фудзівара но Маро отримав молодший третій ранг, що дозволило увійти до куґе (вищої знаті). Слідом за цим спільно зі старшими зведеними братами Фудзівара но Мутімаро і Фудзівара но Фусасакі розпочав боротьбу з Тадзіхі но Аґатаморі, Тадзіхі но Ікеморі, Лівим міністром, Ісікавою но Ісітарі, Отомо но Мітіттарі щодо отримання разом з іншим братом Фудзівара но Умакаі посади імператорського радника (санґі).
В результаті Фудзівара частково здолали суперників, коли Умакаї 730 року отримав посаду санґі, а Фудзівара но Маро — 731 року. Водночас він очолив міністерство війни на посаді сакью-но-даю (міністра). Внаслідок цього Маро увійшов до Гісейкану (вищої ради з вирішення державних завдань — всередині дайдзьокана). Він разом з братами мав 4 голоси (з 9) в Гісейкані, в той час як їхні суперники були розпорошені й лише 1 голос належав відкритому ворогові Фудзівара (Отомо-но Мітітарі). Того ж року призначено на посаду сайкайдо-сецудоші (військового губернатора з широкими повноваженнями — на кшталт китайського цзєдуши) над краєм Сан'їн.
У лютому 737 року призначено сейї-сьоґуном («полководцем — завойовником варварів Сходу») для придушення чергового повстання еміші. Незабаром після перемоги у серпні того ж року Фудзівара но Маро помирає під час масштабної епідемії віспи.

## Творчість
Автор віршів у жанрі вака. П'ять віршів Фудзівара но Маро міститься у збірці «Кайфусо».

## Родина
1. Дружина — представниця клану Майма
Діти:
- Момойосі (720—782)

2. Дружина — донька Інаба но Кімаме
Діти:
- Фудзівара но Хаманарі (724—790)

3. Дружина — Отомо но Саканоуе-но-ірацуме, донько Отомо но Ясумаро
Діти від невідомих наложниць чи якоїсь з дружин:
- Фудзівара но Цунатора
- Фудзівара но Кацухіто